# Alberti (subte de Buenos Aires)
Alberti (cuyo andén operativo es conocido como Alberti Sur) es una estación de la Línea A del subte de Buenos Aires, Argentina. Se encuentra entre las estaciones Pasco y Plaza Miserere; sin embargo, solo se encuentra habilitado el andén en dirección a la terminal oeste San Pedrito, debido al cierre de Alberti Norte en 1953.

## Ubicación
Se encuentra ubicada bajo la avenida Rivadavia, en la cuadra comprendida entre las calles Alberti —prolongación sur de Larrea— y Matheu —prolongación sur de Azcuénaga—, en el barrio de Balvanera, perteneciente a la Comuna 3 de la Ciudad Autónoma de Buenos Aires, Argentina. 

## Hitos urbanos
La estación se encuentra en una zona comercial altamente transitada, por lo que su cobertura se enfoca más en una sumatoria de comercios que en hitos específicos. Sin embargo, pueden destacarse:
- Colegio San José
- Parroquia Nuestra Señora de Balvanera
- Spinetto Shopping
- Torre Saint

## Historia
Esta estación pertenece al primer tramo de la línea inaugurado el 1° de diciembre de 1913, que unía las estaciones de Plaza Miserere y Plaza de Mayo.
Su nombre es en honor a Manuel Alberti, sacerdote cuya participación fue vital en la Revolución de Mayo, siendo vocal de la Primera Junta y participando del Cabildo Abierto del 22 de mayo.
En 1997 esta estación fue declarada Monumento Histórico Nacional.

### Andén clausurado
En esta semiestación sólo paran los trenes que vienen de Plaza de Mayo con destino a San Pedrito, ya que la estación Alberti Norte fue clausurada en 1953 por razones funcionales.

## Imágenes

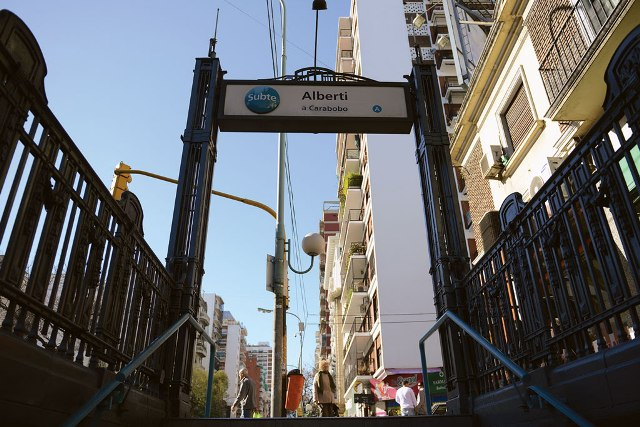
Boca de entrada
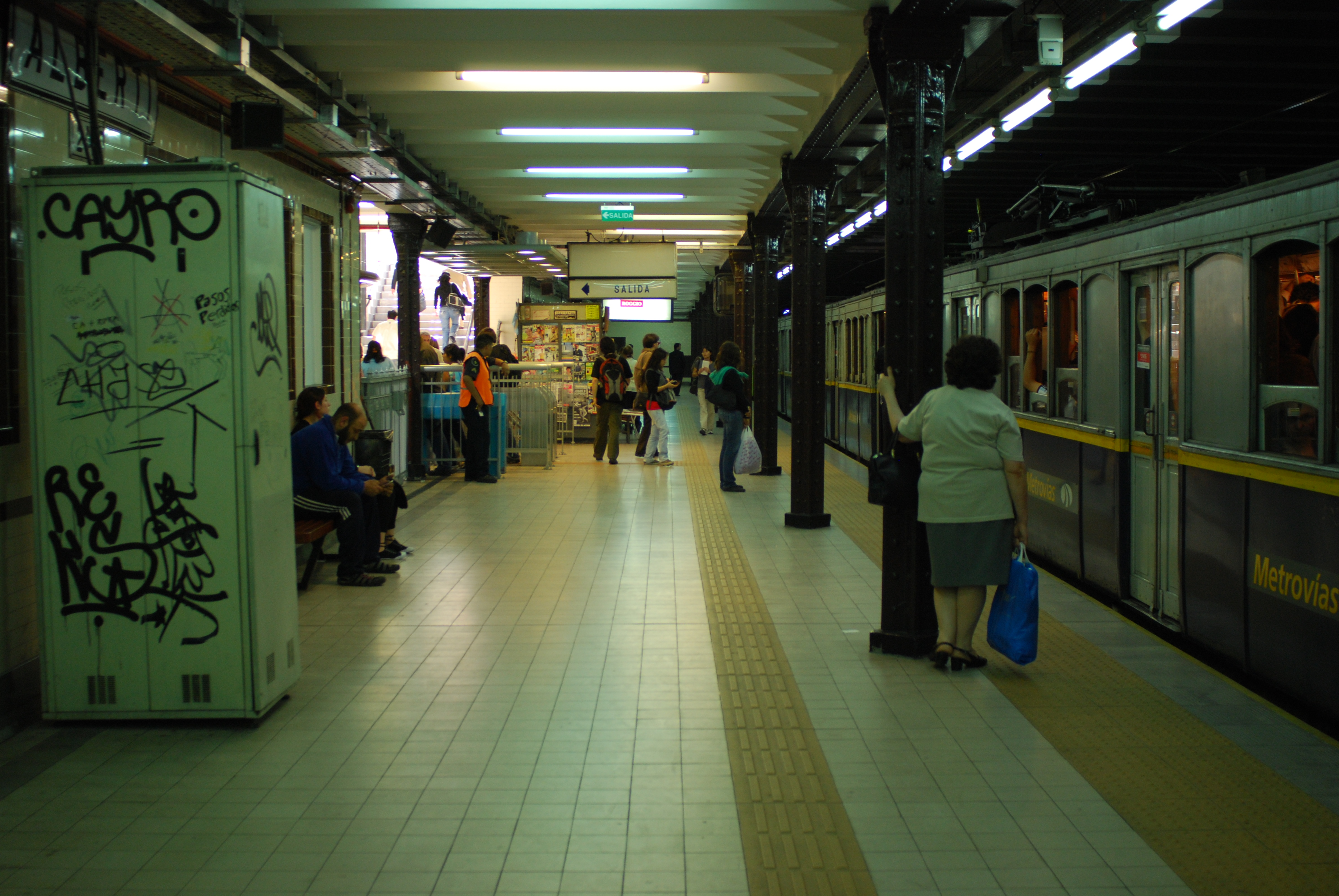
Formación La Brugeoise
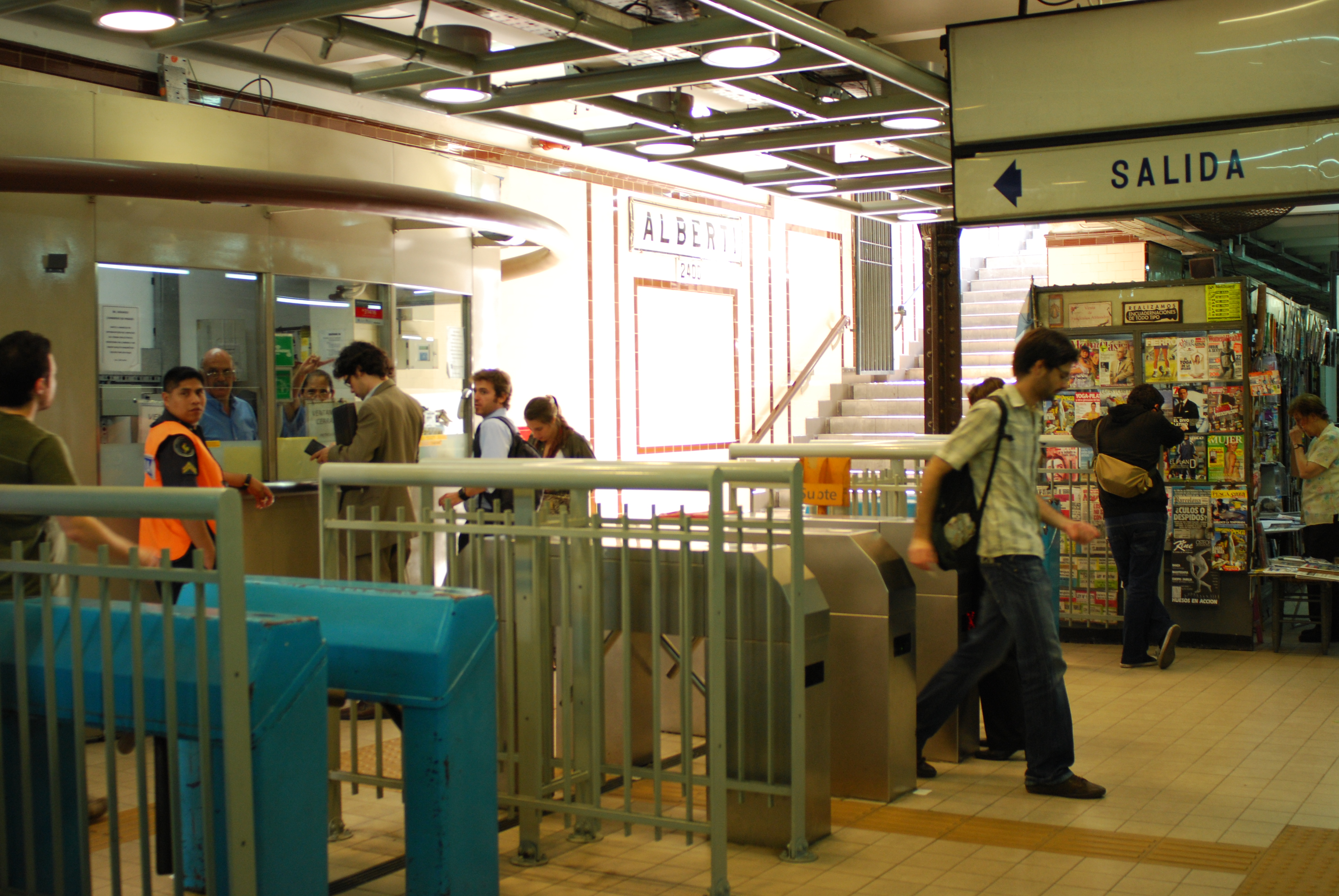
Zona de molinetes